# ناو چابهار
یواس‌اس آمفیون (ای‌آر-۱۳) (به انگلیسی: USS Amphion (AR-13)) یک کشتی بود که طول آن ۴۹۲ فوت (۱۵۰ متر) بود. این کشتی در سال ۱۹۴۵ ساخته شد.